# Pedicularis kingii
Pedicularis kingii är en snyltrotsväxtart som beskrevs av David Prain. Pedicularis kingii ingår i släktet spiror, och familjen snyltrotsväxter. Inga underarter finns listade i Catalogue of Life.